# Tomohito von Mikasa (Prinz)

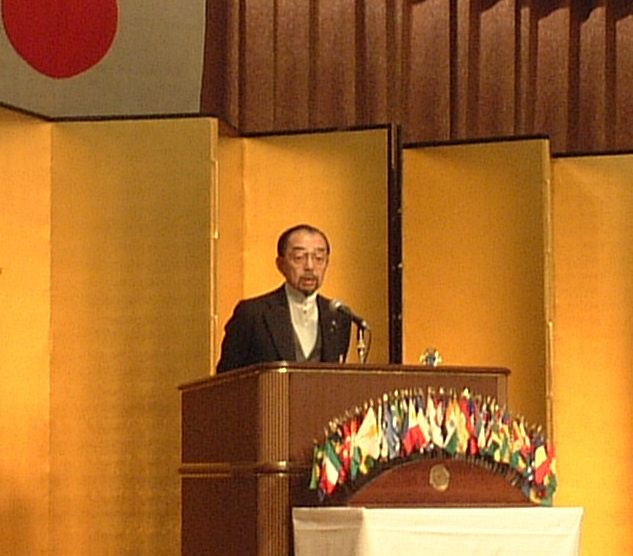
Prinz Tomohito von Mikasa (2003)

Prinz Tomohito von Mikasa (jap. 寛仁親王, Tomohito-shinnō; * 5. Januar 1946 in Hayama, Präfektur Kanagawa, Japan; † 6. Juni 2012 in Tokio, Japan) war als Cousin von Kaiser Akihito ein Angehöriger des japanischen Kaiserhauses. Er war der Erbprinz des Hauses Mikasa no miya. Sein offizieller Titel war Prinz, das Prädikat lautete Seine Kaiserliche Hoheit. Im Volksmund war er auch bekannt als „Hige no denka“ (deutsch: „Seine Hoheit mit dem Bart“).

## Familie
Prinz Tomohito kam als ältester Sohn von Prinz Mikasa und Prinzessin Mikasa zur Welt. Er verlobte sich am 21. Mai 1980 mit Aso Nobuko und heiratete am 7. November 1980. Seine Frau erhielt den Titel Prinzessin Tomohito von Mikasa vom Tennō verliehen. Der Bruder seiner Gattin ist der ehemalige japanische Ministerpräsident Taro Aso.
Das Paar hat zwei Töchter:
- Prinzessin Akiko von Mikasa (* 20. Dezember 1981)
- Prinzessin Yōko von Mikasa (* 25. Oktober 1983)

## Leben
Prinz Tomohito studierte Politikwissenschaft an der juristischen Fakultät der Gakushūin-Universität. Er schloss sein Studium 1968 erfolgreich ab. Von 1968 bis 1970 studierte er am Magdalen College der Universität Oxford in England.
Von 1970 bis 1972 war er Mitglied des Organisationskomitees für die Olympischen Winterspiele 1972 in Sapporo. Prinz Tomohito war, nachdem er selbst an Krebs erkrankt war, Präsident bzw. Ehrenpräsident zahlreicher Organisationen im Bereich der Krebsforschung sowie verschiedener Sportorganisationen. Er war häufig als Repräsentant des japanischen Kaiserhauses auf Auslandsreisen, wo er sich besonders im Bereich des Gesundheitswesens und der Wohlfahrt einsetzte.
Er war seit 1983 Ehrenmitglied der katholischen Studentenverbindung AV Edo-Rhenania zu Tokio, eine CV Verbindung.
Seit 1991 hatte sich Prinz Tomohito wegen einer Krebserkrankung zahlreichen Operationen unterzogen. Schließlich erlag er der Krankheit am 6. Juni 2012.
Im November 2005 wurde von Tomohito berichtet, dass er der Meinung sei, Kronprinz Naruhito, der eine Tochter, aber keine Söhne hat, solle sich eine Konkubine nehmen, um einen Thronfolger zu erhalten, wie es im japanischen Kaiserreich seit Jahrhunderten üblich sei.

## Auszeichnungen
- 1999: Großes Goldenes Ehrenzeichen am Bande für Verdienste um die Republik Österreich[3]